# Шведско-датска война (1643 – 1645)
Шведско-датската война от 1643 до 1645 г., известна още като Торстенсонова война, тъй като в нея основната фигура е шведският генерал Ленарт Торстенсон, е част от Тридесетгодишната война. През нея е регистрирано първото шведско нападение над Дания, с което бележи прелом в баланса на силите в Северна Европа. След тази война лидерството се поема от Швеция.

## Предистория
Аксел Оксенщиерна, шведският канцлер, оправдава нападението с думите, че „Дания е не по-малко враждебна към нас от Австрия и е по-опасна, защото е по-близо“, но едва ли може да се приеме защитната позиция на Швеция. След смазващия австрийски удар през 1625 г. Дания е сериозно отслабена, докато шведската армия, напротив, демонстрира блестящи успехи по европейските бойни полета. Швеция е инициативна и агресивна и се възползва от слабостта на Дания. Използвайки повишаването на таксите за минаване през датските протоци като повод, Оксенщиерна се решава на война.

## Ход на военните действия
През есента на 1643 г. Торстенсон, който е в Германия и се готви за поход към Виена, пролучава заповедта за нападението и бързо се придвижва на север. Въпреки че е предупреден от своя посланик в Стокхолм, датският крал Кристиан IV отказва да повярва на информацията и не свиква армията. Ето защо шведите могат без никаква съпротива да окупират полуостров Ютланд през декември. Сега войната се пренася по море, където Кристиан с изключителна енергичност и смелост се впуска да организира отбраната. През юни 1644 г. корабите му печелят важната битка при Колберг, блокират за кратко шведския флот в Килския залив. Тогава на помощ на шведите идват холандците, също притеснени от повишаването на таксите. Те помагат за установяването на шведски контрол по море и за завладяването на остров Борнхолм.
В началото на 1645 г. Дания вече не вижда шанс за спасение, когато развитието на Тридесетгодишната война кара Оксенщиерна да прекрати кампанията. Той подписва договора от Брьомсебро, с който Швеция получава норвежките провинции Емтланд и Хередален, островите Готланд и Йозел (сега Сааремаа) и провинция Халанд – временно. Дания се отказва също така от правото да получава данък от шведите (останка от Калмарската уния, когато Дания е владяла Швеция) и освобождава шведските кораби от всички такси пред протоците.
С този договор се слага край на датската империя в Балтийско море и на нейната водеща роля в този регион.